# Phellinus torulosus
Phellinus torulosus är en svampart som först beskrevs av Christiaan Hendrik Persoon, och fick sitt nu gällande namn av Bourdot & Galzin 1925. Phellinus torulosus ingår i släktet Phellinus och familjen Hymenochaetaceae.   Inga underarter finns listade i Catalogue of Life.

## Källor

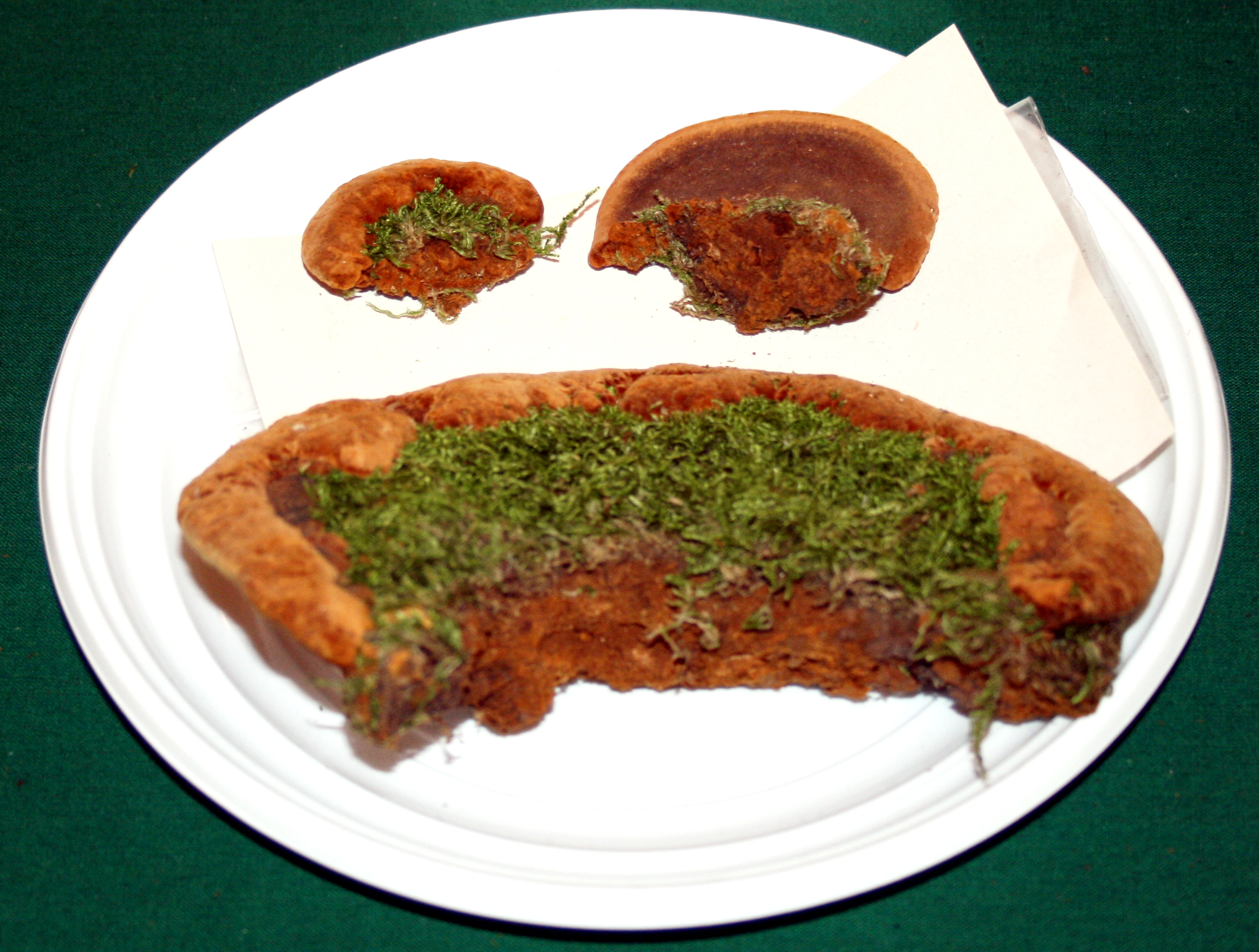